# رحيق

DISSECTION

الرحيقسائل مائي سكري تفرزه الغدد الرحيقية التي تتواجد إما على الزهرة أو على الأوراق أو عند التقاء ساق الورقة مع الغصن وهو الغذاء الرئيس للنحل حيث يمتصه من الأزهار ويحمله إلى خلاياه في حويصلة العسل.
عند العودة إلى الخلية تسلم الشغالات السارحات الرحيق لشغالات أخرى فم إلى فم، لتقوم بتحويله إلى عسل في معدة العسل الخاصة وليس في معدة الهضم.
يحتوي الرحيق على نسب مختلفة من السكريات خاصة الجلوكوز والفريكتوز، وبعض الإنزيمات النادرة التي تعتبر سر الشفاء من الأمراض عند البشر.
يرتبط اسم الرحيق بالنحل والعسل لأن العسل الناتج عنه أحسن وأغلى من العسل الناتج عن الندوة العسلية أو شبه العسل الناتج عن امتصاص النحل للمحلول السكري لقصب السكر.
تختلف الأزهار في قدرتها على إفراز الرحيق، فهناك أنواع تفرز كمية كبيرة ولفترة طويلة، كما أن هناك أزهار لا تفرز الرحيق إطلاقا.كما تختلف بينها في وقت إفرازه صباحا أو مساء أو في الظهيرة.
كما أن بعض الأشجار تتطلب درجة حرارة معينة لإفراز الرحيق. كما تختلف مدة بقائه من نبتة إلى أخرى.
تتحكم في عملية افراز الرحيق عوامل كثيرة منها مايتعلق بعمر النبتة أو وضع الزهرة وتركيبة الأرض الفيزيوكيميائية، أو مايتعلق بالرطوبة النسبية للجو والأرض.
تتنافس النباتات فيما بينها أيها تجذب النحل وباقي الملقحات لتلقيحها بزيادة كمية الرحيق وتركيزه وتعطيره.